# Trichillidium quadridens
Trichillidium quadridens är en skalbaggsart som beskrevs av Gilbert John Arrow 1932. Trichillidium quadridens ingår i släktet Trichillidium och familjen bladhorningar. Inga underarter finns listade i Catalogue of Life.